# Oualili
Oualili (franska: Oualili (CR), Oualili (Commune Rurale), arabiska: كيكو) är en kommun i Marocko.   Den ligger i prefekturen Meknès och regionen Fès-Meknès, i den nordöstra delen av landet, 120 km öster om huvudstaden Rabat. Antalet invånare är 6 149.